# Dserschinskoje (Kaliningrad)
Dserschinskoje (russisch Дзержинское, deutsch Gowarten, litauisch Govartai) ist ein Ort in der russischen Oblast Kaliningrad. Er gehört zur kommunalen Selbstverwaltungseinheit Stadtkreis Slawsk im Rajon Slawsk.

## Geographische Lage
Dserschinskoje liegt nördlich des Flüsschens Ossa (russisch: Osa), 19 Kilometer südöstlich der Kreisstadt Slawsk (Heinrichswalde). Durch den Ort verläuft eine Nebenstraße, die Bolschakowo mit Osjornoje (Neu Lappönen) und Nismennoje (Pleinlauken, 1938 bis 1946 Rosenthal) verbindet und in Dserschinskoje von der Nebenstraße Kanasch (Jurgaitschen, 1938 bis 1946 Königskirch) – Pridoroschnoje (Groß Asznaggern, 1938 bis 1946 Grenzberg) gekreuzt wird. Die nächste Bahnstation heute ist Bolschakowo an der Bahnstrecke Kaliningrad–Sowetsk (Königsberg–Tilsit). Bis 1945 bestand über die Station Bersziupchen (1938 bis 1946 Birkenhausen, heute nicht mehr existent) Anbindung an die Bahnstrecke Insterburg–Groß Skaisgirren der Insterburger Kleinbahnen.

## Geschichte
Der im 18. Jahrhundert noch Trakeningken, dann Gowarten genannte Ort war seit 1906 ein Kirchdorf und bestand vor 1945 aus weit gestreuten Höfen. Am 26. März 1874 wurde Gowarten in den neu errichteten Amtsbezirk Wannaglauken eingegliedert, der damals zum Kreis Niederung im Regierungsbezirk Gumbinnen der preußischen Provinz Ostpreußen gehörte. Im Jahre 1910 waren in Gowarten 119 Einwohner registriert. Im Jahr 1925 betrug ihre Anzahl 125. Im Jahre 1932 wurden die Nachbarorte Alxnupönen, Paoß-Wißbarren und Pareisgirren nach Gowarten eingemeindet. Die Einwohnerzahl der erweiterten Gemeinde stieg im Jahr 1933 auf 319 und betrug im Jahr 1939 dann 333.
Am 18. April 1939 wurde der bisherige Amtsbezirk Wannaglauken umbenannt, wobei Gowarten namensgebend wurde. Der Amtsbezirk Gowarten, dann zum ebenfalls neu benannten Landkreis Elchniederung gehörend, bestand bis 1945.
In Kriegsfolge kam Gowarten mit dem nördlichen Ostpreußen zur Sowjetunion. Der Ort erhielt 1950 die russische Bezeichnung „Dserschinskoje“ und wurde gleichzeitig in den Dorfsowjet Bolschakowski selski Sowet im Rajon Bolschakowo eingeordnet. Im Jahr 1963 gelangte der Ort in den Rajon Slawsk. Von 2008 bis 2015 gehörte Dserschinskoje zur Landgemeinde Bolschakowskoje selskoje posselenije und seither zum Stadtkreis Slawsk.

### Amtsbezirk Gowarten (1939–1945)
Der Amtsbezirk Gowarten löste den bisherigen Amtsbezirk Wannaglauken ab und bestand von 1939 bis 1945. Zehn Gemeinden waren eingegliedert:
| Name       | Name bis 1938                   | Russischer Name |
| ---------- | ------------------------------- | --------------- |
| Falkenhöhe | Demedschen, bis 1936: Demedszen |                 |
| Friedlau   | Friedlauken                     | Swobodny        |
| Gowarten   |                                 | Dserschinskoje  |
| Großwalde  | Groß Wannaglauken               | Perwomaiskoje   |
| Gruten     | Grudschen, bis 1936: Grudszen   | Nowotorschok    |
| Gutsfelde  | Groß Obscherningken             | Tschistopolje   |
| Haslingen  | Klein Wannaglauken              |                 |
| Kieslau    | Skieslauken                     |                 |
| Kleinwalde | Klein Obscherningken            | Tschistopolje   |
| Kripfelde  | Kriplauken                      | Kimrskoje       |

## Kirche
Siehe den Hauptartikel → Kirche Gowarten

### Kirchengebäude
Bei der Kirche Gowarten handelt es sich um einen schlichten Saalbau mit einem Dachreiter als Glockenträger. Errichtet wurde sie in den Jahren 1921/1922. Hat das Gebäude den Zweiten Weltkrieg unbeschadet überstanden, wurde sie nach 1945 jedoch fremdgenutzt und dazu umgebaut: der Dachreiter wurde entfernt, die Fenster verändert und das Dach mit Asbestzementplatten gedeckt. Trotz seiner heutigen Nutzung als Freizeitclub, Bibliothek und Ladengeschäft wurde das Gebäude erhalten.

### Kirchengemeinde
Eine Kirchengemeinde wurde in dem mehrheitlich mit evangelischen Kirchengliedern bewohnten Gowarten am 1. Oktober 1906 errichtet. Bis dahin war das Dorf mit den Nachbarorten der Kirche Skaisgirren (Pfarrsitz in Groß Skaisgirren, 1938 bis 1946: Kreuzingen, heute russisch: Bolschakowo) zugeordnet. Zum Kirchspiel Gowarten gehörten 1925 1.800 Gemeindeglieder, die in 17 Ortschaften wohnten. Die Pfarrei war dem Kirchenkreis Niederung (Elchniederung) innerhalb der Kirchenprovinz Ostpreußen der Kirche der Altpreußischen Union zugeordnet.
Aufgrund Flucht und Vertreibung der einheimischen Bevölkerung und der restriktiven Kirchenpolitik der Sowjetunion kam das kirchliche Leben in Dserschinskoje zum Erliegen. Heute liegt der Ort im Einzugsbereich der evangelisch-lutherischen Gemeinde in Bolschakowo, die sich in den 1990er Jahren neu konstituierte und eine Filialgemeinde in der Kirchenregion der Salzburger Kirche in Gussew (Gumbinnen) ist. Sie gehört zur Propstei Kaliningrad der Evangelisch-lutherischen Kirche Europäisches Russland.

## Schule
Seit 1722 gab es in Gowarten einen Schulbetrieb. Im Jahre 1834 gehörten 210 Kinder zum Schulbezirk, so dass es später sogar an Platz mangelte. Zum Ende des 19. Jahrhunderts war die Schule dreizügig, wenn auch mit nur zwei Klassenräumen. Das Schulgebäude ist erhalten, befindet sich jedoch in verkommenem Zustand.